# Mondragón (fuzil)
O fuzil Mondragón refere-se a um dos dois projetos de fuzil desenvolvidos pelo oficial de artilharia mexicano General Manuel Mondragón. Esses projetos incluem os fuzis M1893 e M1894 de ação por ferrolho de tração direta, e o primeiro fuzil autocarregável do México, o M1908 - o primeiro dos projetos a ser usado em combate.

## Fuzis de ação por ferrolho de tração direta
Mondragón começou a trabalhar no projeto inicial de seu fuzil em 1891. Durante sua estada na Bélgica, ele apresentou um pedido de patente para o qual recebeu uma concessão em 23 de março de 1892 (nº 98.947). Mondragón recebeu outra patente em 20 de abril de 1892 do Escritório de Patentes francês (nº 221.035). Ele também solicitou uma patente para seu projeto no Escritório de Patentes dos Estados Unidos em 8 de fevereiro de 1893, que foi concedida em 24 de março de 1896 (nº 557.079).
O fuzil, denominado modelo M1893, era de ação por ferrolho de tração direta, com câmara para o cartucho 6,5x48mm (também desenvolvido pela Mondragón) ou o cartucho 5,2x68mm (desenvolvido pelo Coronel Rubin), com carregador fixo que segurava um pente em bloco de 8 tiros. O ferrolho era travado por dois pares de seis pequenas saliências dispostas radialmente (reminiscência de, por exemplo, do AR-15) travadas em ranhuras helicoidais na armação. O fuzil operava com três configurações: "A" (seguro), "L" (operação normal) e "R" (rápido). A configuração de tiro "automática" permitiu que o fuzil disparasse um cartucho cada vez que o ferrolho era movido manualmente para a posição fechada, de maneira semelhante à espingarda de ação por bombeamento Winchester M1897. O fuzil poderia ser equipado com uma baioneta tipo faca, que media 41 centímetros e 575 gramas, ou uma baioneta tipo lâmina de 28 centímetros de comprimento.
Na época do projeto do fuzil, o México não tinha nenhum fabricante capaz de produzi-lo com as tolerâncias exigidas. Mondragón, com o apoio de Diaz, posteriormente confiou à Schweizerische Industrie Gesellschaft de Neuhausen, Suíça, a produção dos fuzis. A SIG recebeu o primeiro pedido de 50 fuzis em 1893, e um segundo pedido de 200 fuzis seguido em 1894. Os fuzis da segunda ordem tinham câmara para o cartucho 5,2×68mm desenvolvido pelo coronel suíço Eduard Rubin e foram chamados de modelo M1894 (para diferenciá-los das versões com câmara para o cartucho de 6,5 mm).

## Fuzil autocarregável
Mondragón continuou seu trabalho e, em 8 de agosto de 1904, apresentou um pedido de patente (nº 219.989) para seu novo projeto de fuzil autocarregável. A Patente (nº 853.715) foi concedida em 14 de maio de 1907.
O projeto foi adotado pelo Exército Mexicano em 1908 como Fusil Porfirio Díaz Sistema Mondragón Modelo 1908. No mesmo ano, o governo mexicano contratou a SIG para a produção de 4.000 fuzis M1908, com câmara para o cartucho de serviço mexicano 7×57mm Mauser. Devido à Revolução Mexicana, em 1910 apenas 400 fuzis foram entregues pela SIG. A incapacidade do fuzil de lidar com a má qualidade da munição disponível na época, juntamente com o alto custo unitário de SFr 160 por fuzil, levaram ao cancelamento do pedido pelo governo mexicano.
O Mondragón Modelo 1908 era um fuzil operado a gás com ferrolho rotativo em arranjo de cilindro e pistão, projeto considerado incomum na época. O ferrolho e as alças de travamento eram muito semelhantes aos do fuzil de ferrolho. Um interruptor, localizado na alavanca de armar, desengataria o ferrolho do sistema de gás, permitindo que a arma de fogo funcionasse efetivamente como um fuzil de ferrolho de tração direta. Os fuzis Mondragón Modelo 1908 foram equipados com um bipé. Além da baioneta tipo faca introduzida com os fuzis anteriores, Mondragón projetou uma baioneta tipo pá para uso com o Modelo 1908, para a qual depositou o pedido de patente (nº 631.283) em 6 de junho de 1911.

## Uso durante a Revolução Mexicana

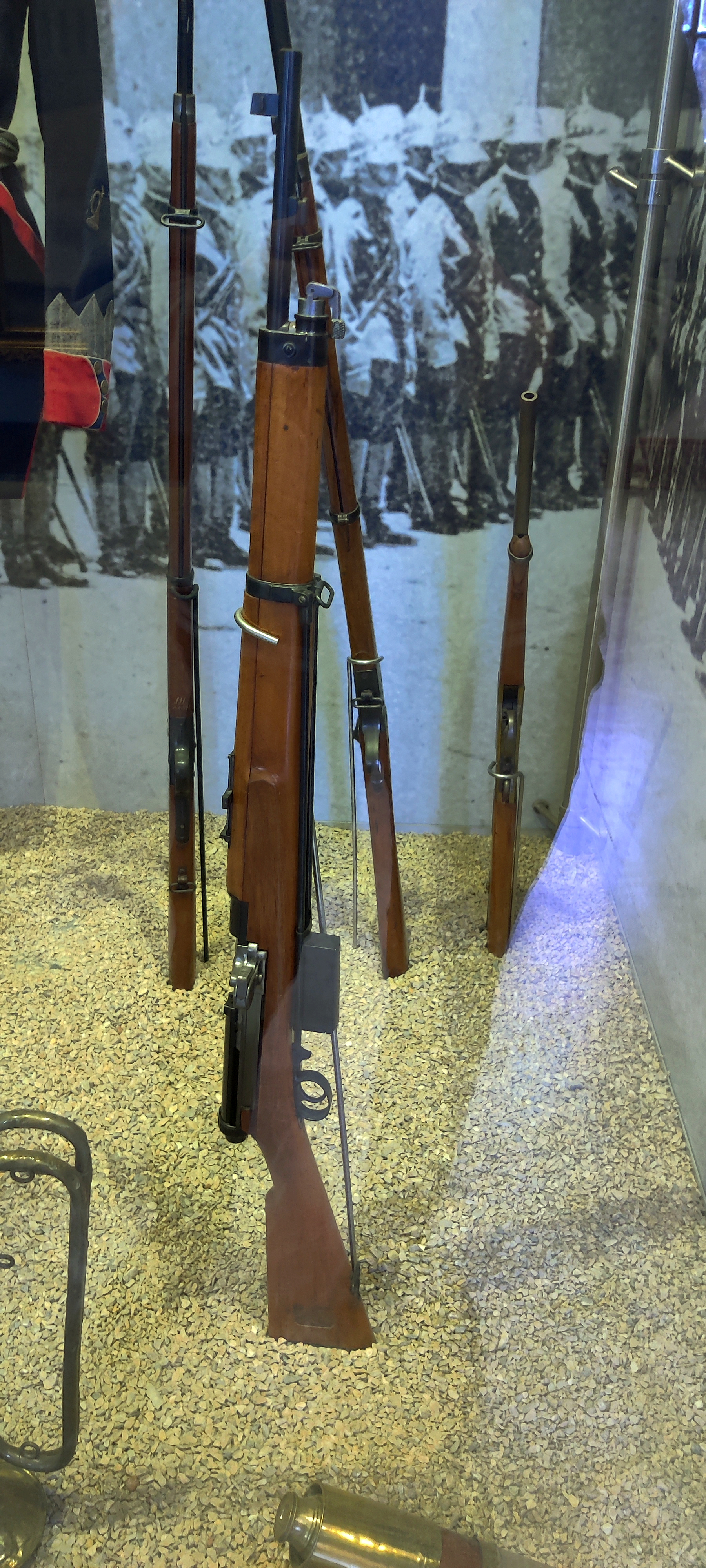
Um Mondragón M1908 no Museo Nacional de Historia, no México

Alguns dos fuzis Mondragón podem ter sido usados por soldados mexicanos durante uma emboscada a Pancho Villa. Embora algumas fontes afirmem que o Exército Mexicano usava o fuzil desde 1911, duas fotos da Crónica Ilustrada Revolución Mexicana, Volume 1 nas páginas 100 e 159 e um artigo da revista Guns sugerem que o fuzil estava em serviço já em 1910.

## Serviço alemão na Primeira Guerra Mundial

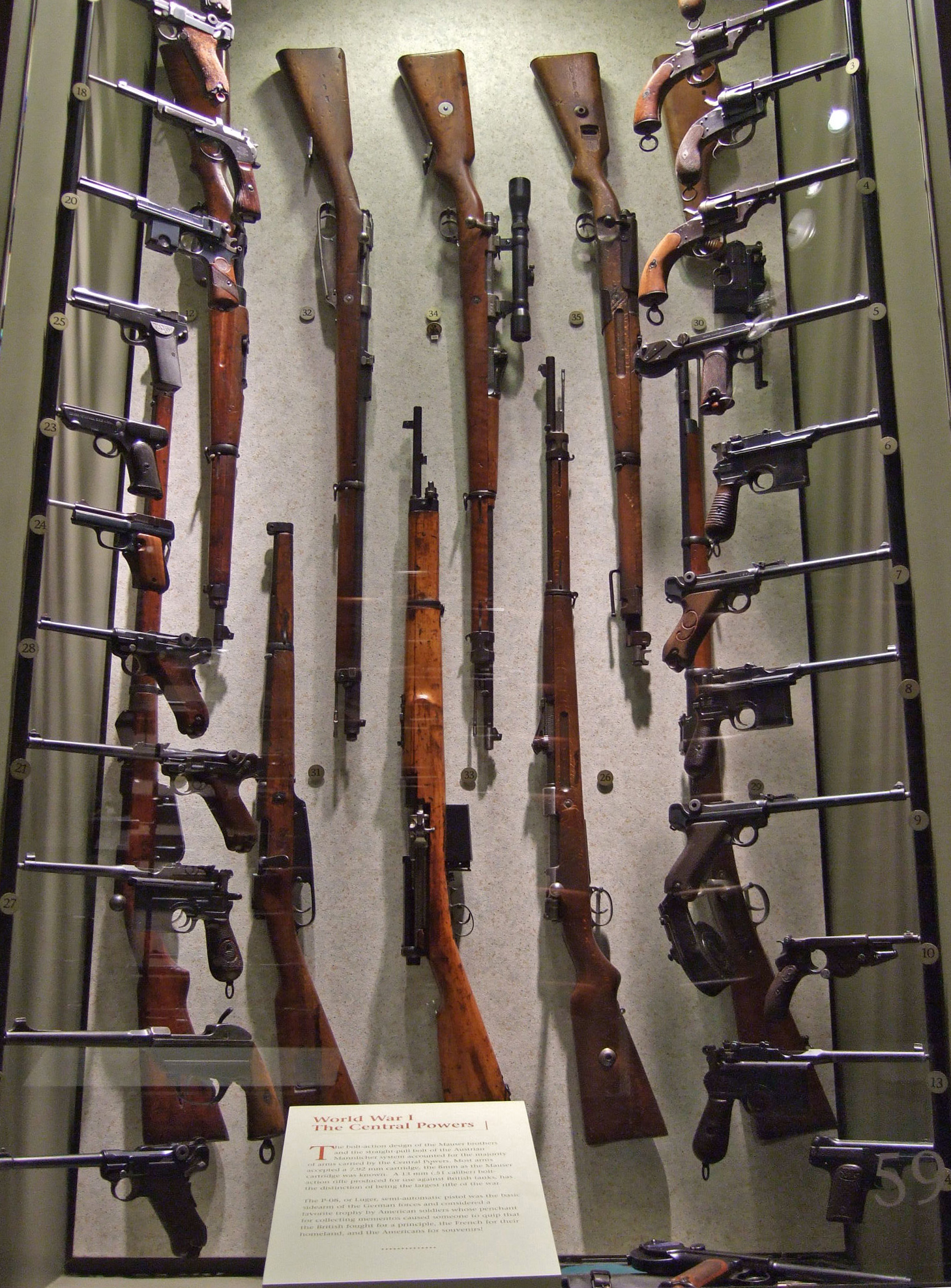
Variedade de fuzis e pistolas alemãs da Primeira Guerra Mundial. O Mondragón está mais ao centro

Em 1914, o Império Alemão comprou o restante dos fuzis modelo M1908 produzidos pela SIG (até 4.000 unidades, dependendo da produção total da SIG para seu contrato mexicano). Os alemães tentaram modificar os fuzis para acomodar o 7,9×57mm S-Patrone, o cartucho de serviço da Alemanha até o final da Segunda Guerra Mundial, mas suas tentativas não tiveram sucesso. Os fuzis foram testados pelo Exército Alemão, mas se mostraram altamente suscetíveis a incrustações causadas por lama e sujeira nas trincheiras, um problema comum mesmo com projetos menos complexos, como o fuzil de ferrolho de tração direta canadense Ross Mk III.
O Corpo Voador Imperial Alemão (Luftstreitkräfte) decidiu adotar o fuzil, onde as condições de operação diminuíam as chances de a ação ser suja pela lama, e distribuiu dois fuzis para a tripulação de cada aeronave. O M1903 provou ser uma melhoria significativa em relação aos fuzis de ferrolho Gewehr 98 e às pistolas Parabellum-Pistole normalmente fornecidas às tripulações. O fuzil M1908 foi redesignado como Fl.-S.-K. 15 (Flieger-Selbstladekarabiner, Modell 1915 - Carabina Autocarregável de Aviador, Modelo 1915) e foi emitido com carregadores tipo tambor de 30 cartuchos. O carregador tipo tambor emitido com o Fl.-S.-K. 15 foi projetado e patenteado por Friedrich Blum, com uma versão posterior de 32 cartuchos do carregador de tambor (Trommelmagazin 08) que havia sido projetado para a Parabellum-Pistole de 1913 (LP 08). O corpo utilizou o fuzil Mondragón até que um número suficiente de metralhadoras equipadas com mecanismo sincronizador estivesse disponível, após o que o M1908 foi retirado de serviço e entregue à marinha. Muito poucos fuzis Mondragón sobreviveram à guerra, embora quase todos os fuzis ainda estivessem em uso pela Marinha Imperial Alemã quando a Primeira Guerra Mundial terminou. O uso do Mondragón na Marinha Imperial Alemã envolveria tripulações de contratorpedeiros e Seabattlions Pioneers recebendo inteiramente Mondragón e carabinas derivadas de pistola. Na Suíça, o fuzil autocarregável Mondragón foi modificado para usar o cartucho suíço 7,5×55mm, veio equipado com um carregador de 12 tiros e um Hülsenfangkorb (dispositivo para coletar os estojos ejetados).
O fuzil Mondragón também foi brevemente instalado nas aeronaves de dois assentos da era da Primeira Guerra Mundial, o Häfeli DH e o Blériot, mas logo foi substituído por armas totalmente automáticas.

## Esquema e procedimento operacional do Mondragón M1908
Patente do Mondragón dos Estados Unidos de 1907 para o projeto de um fuzil semiautomático:

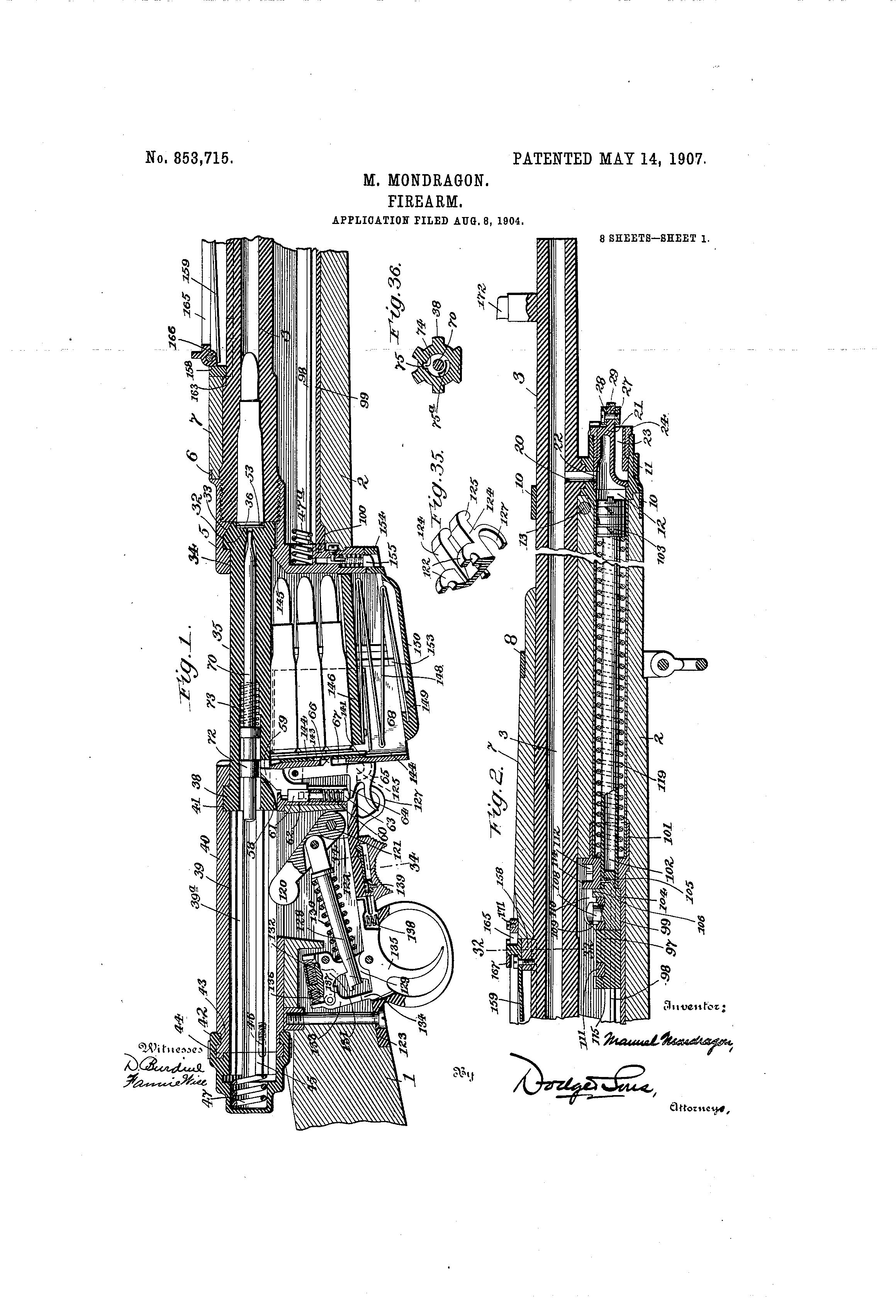
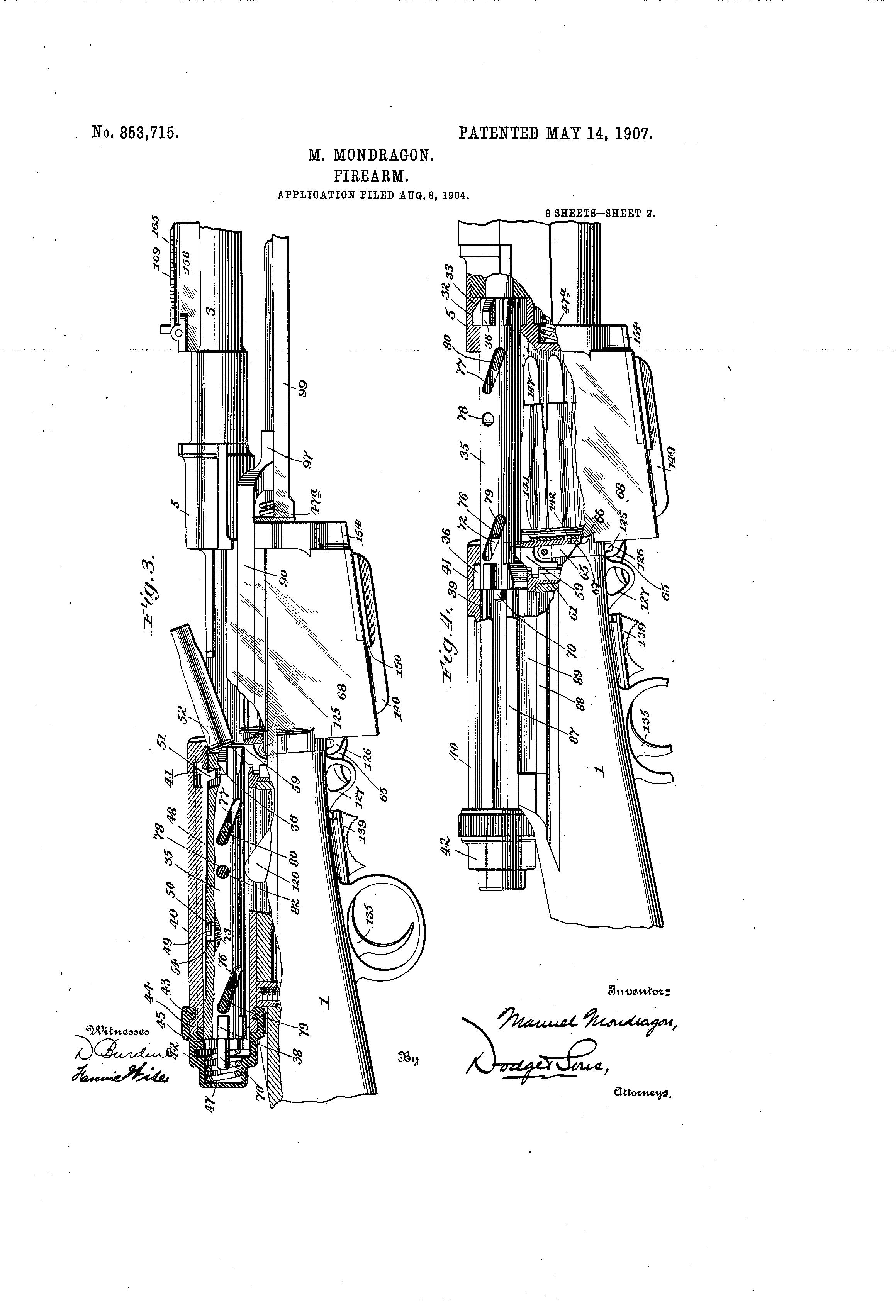
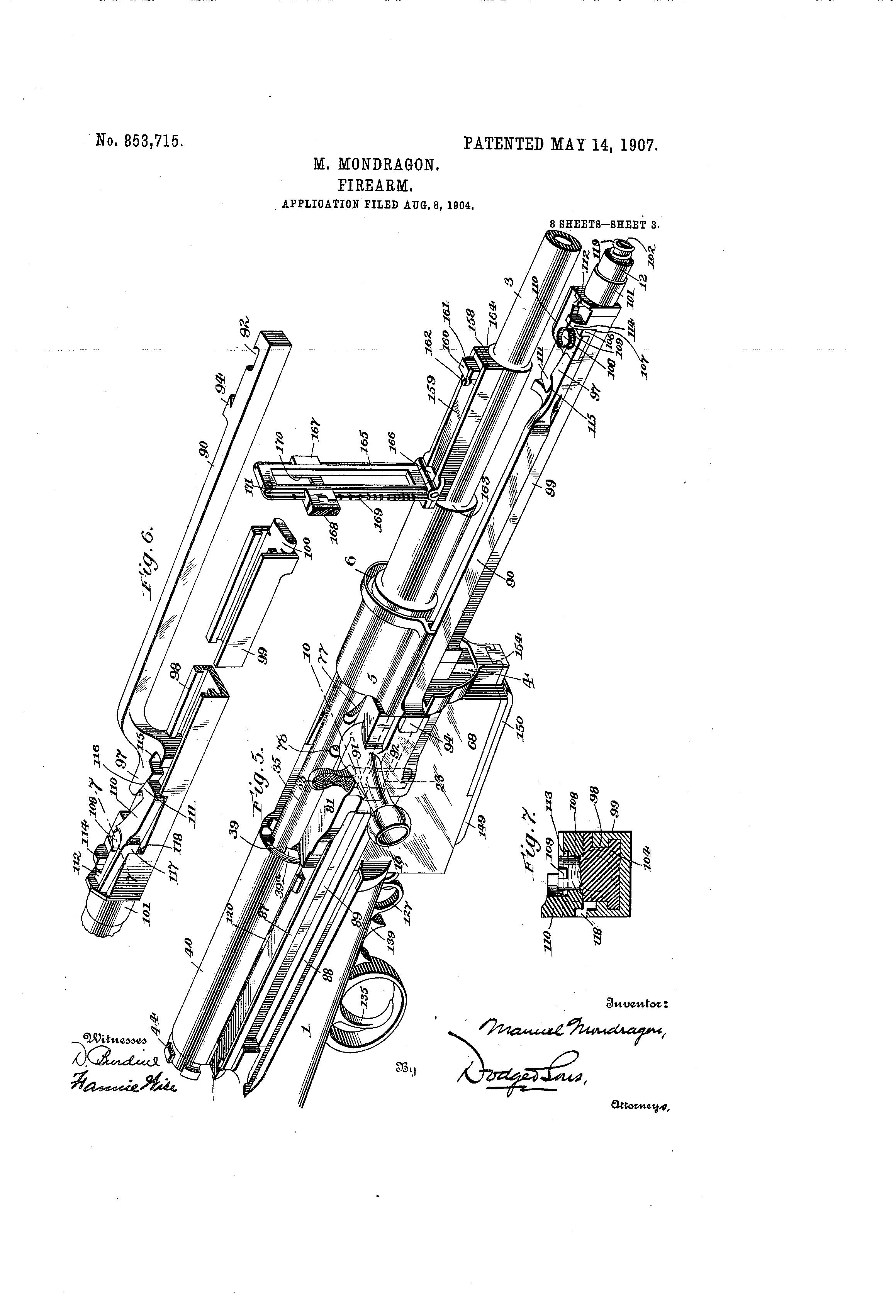
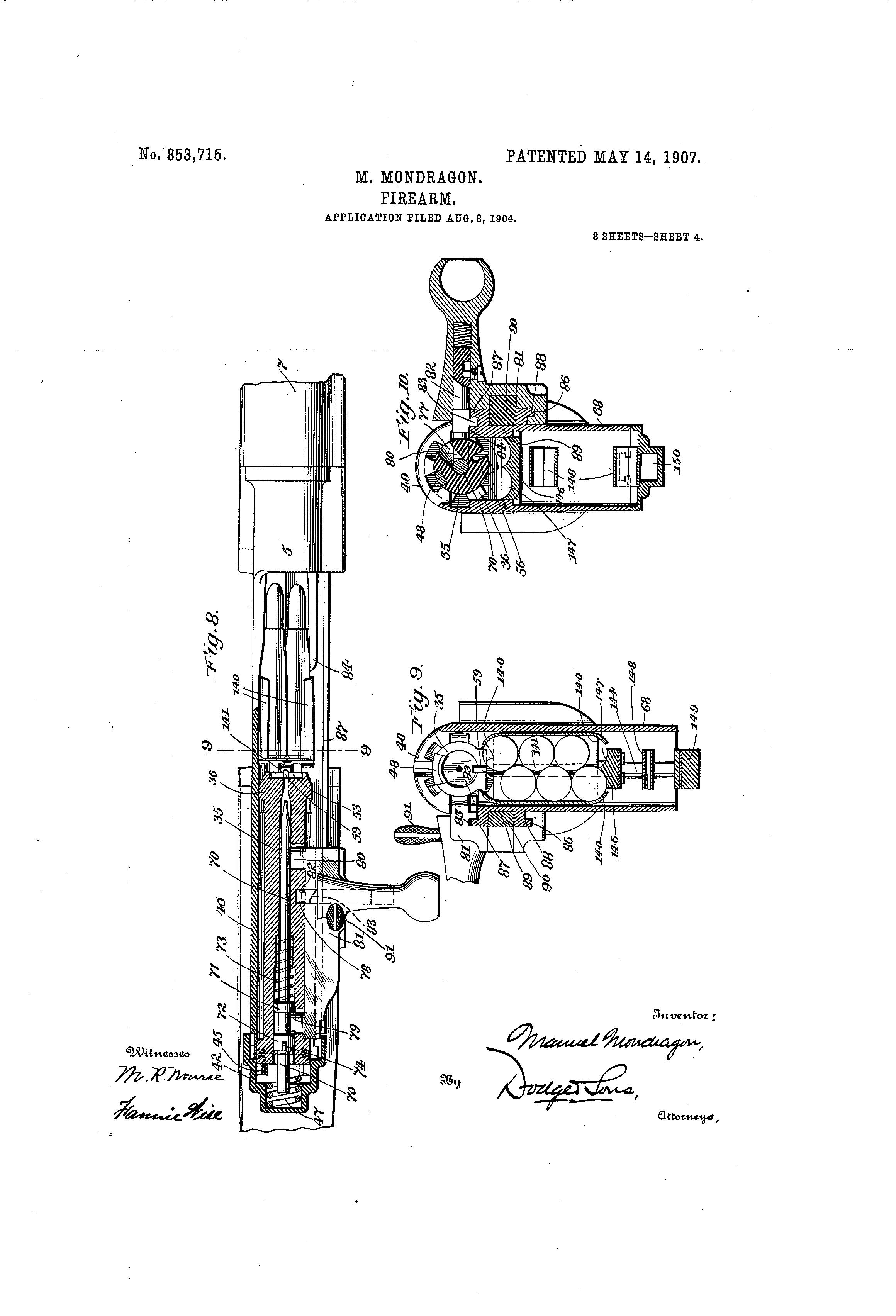
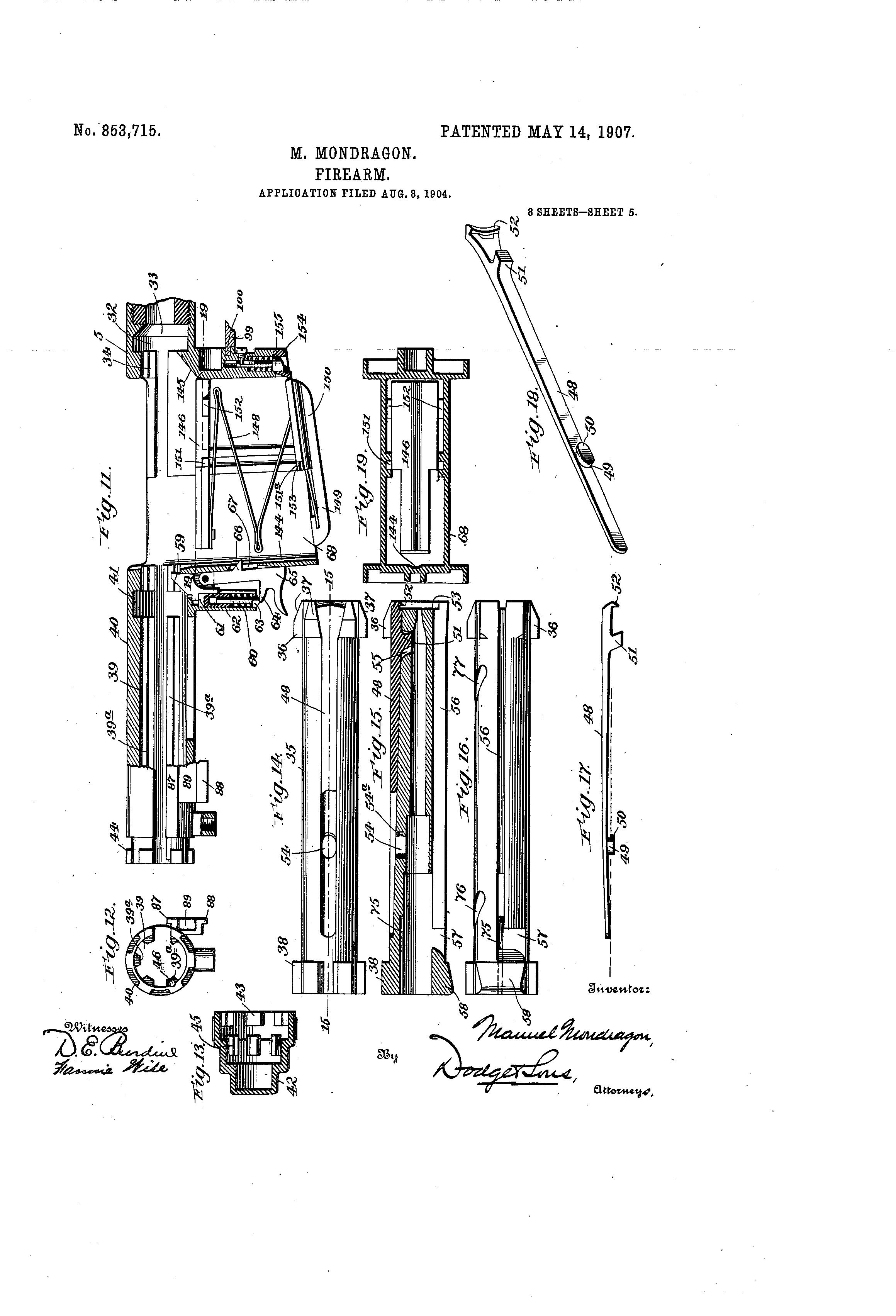
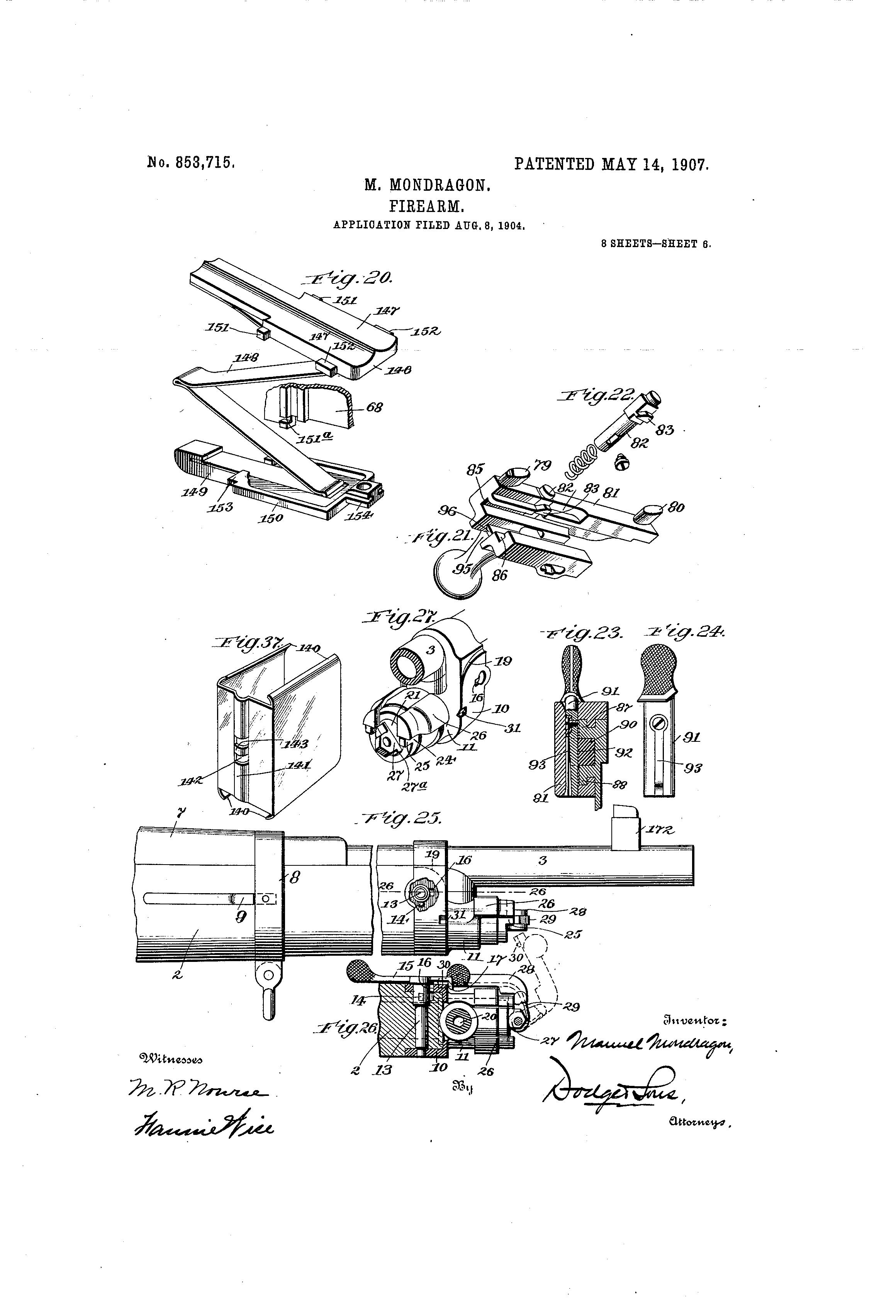
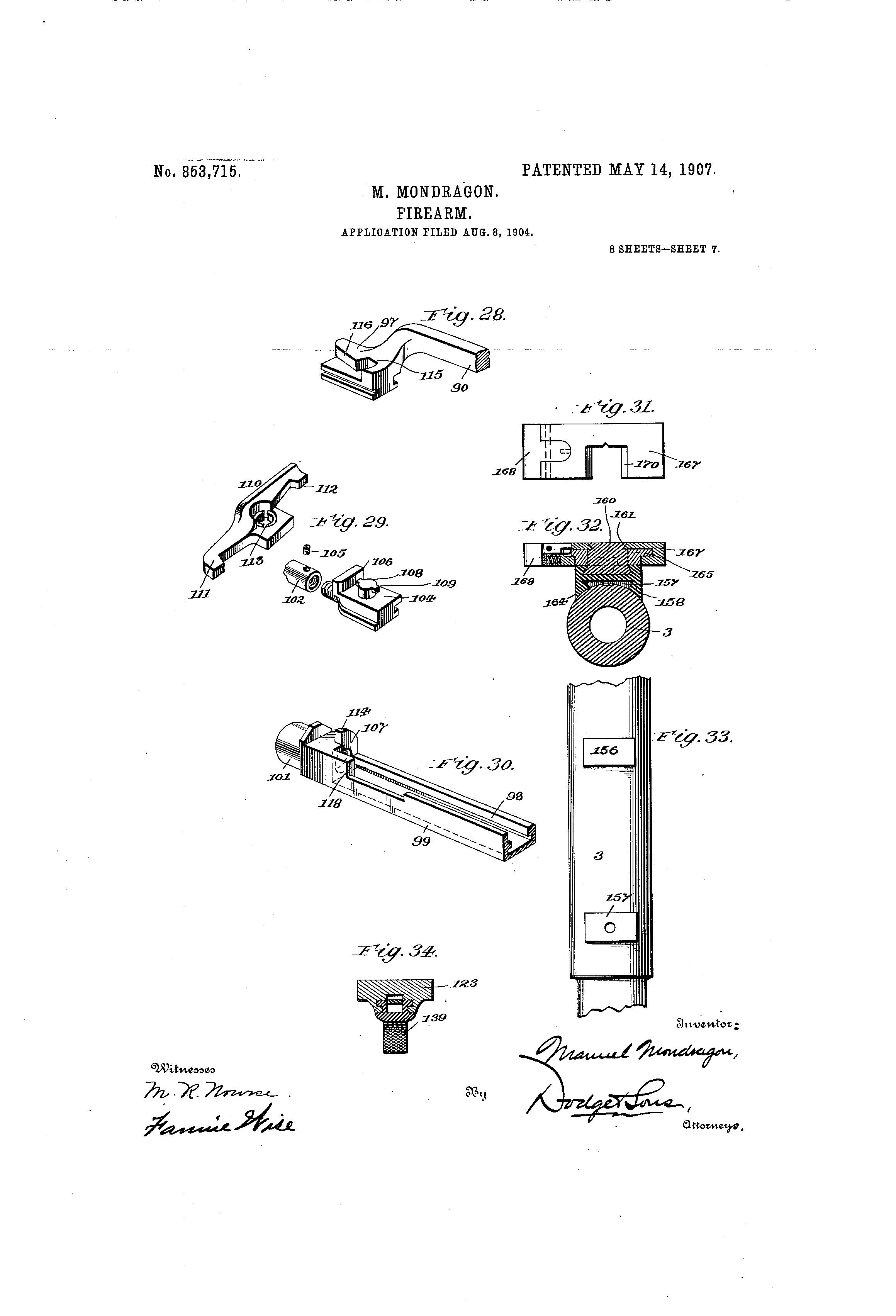
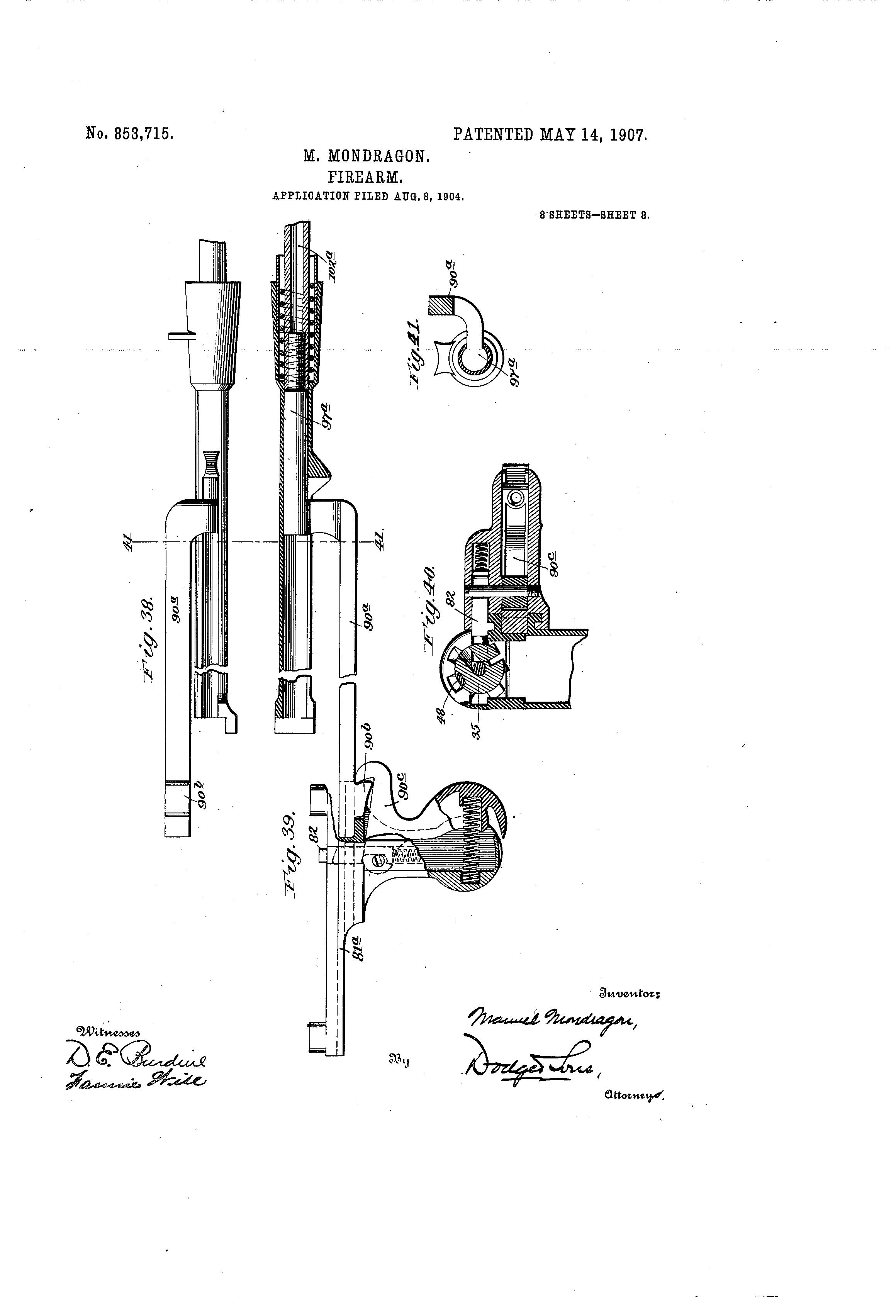
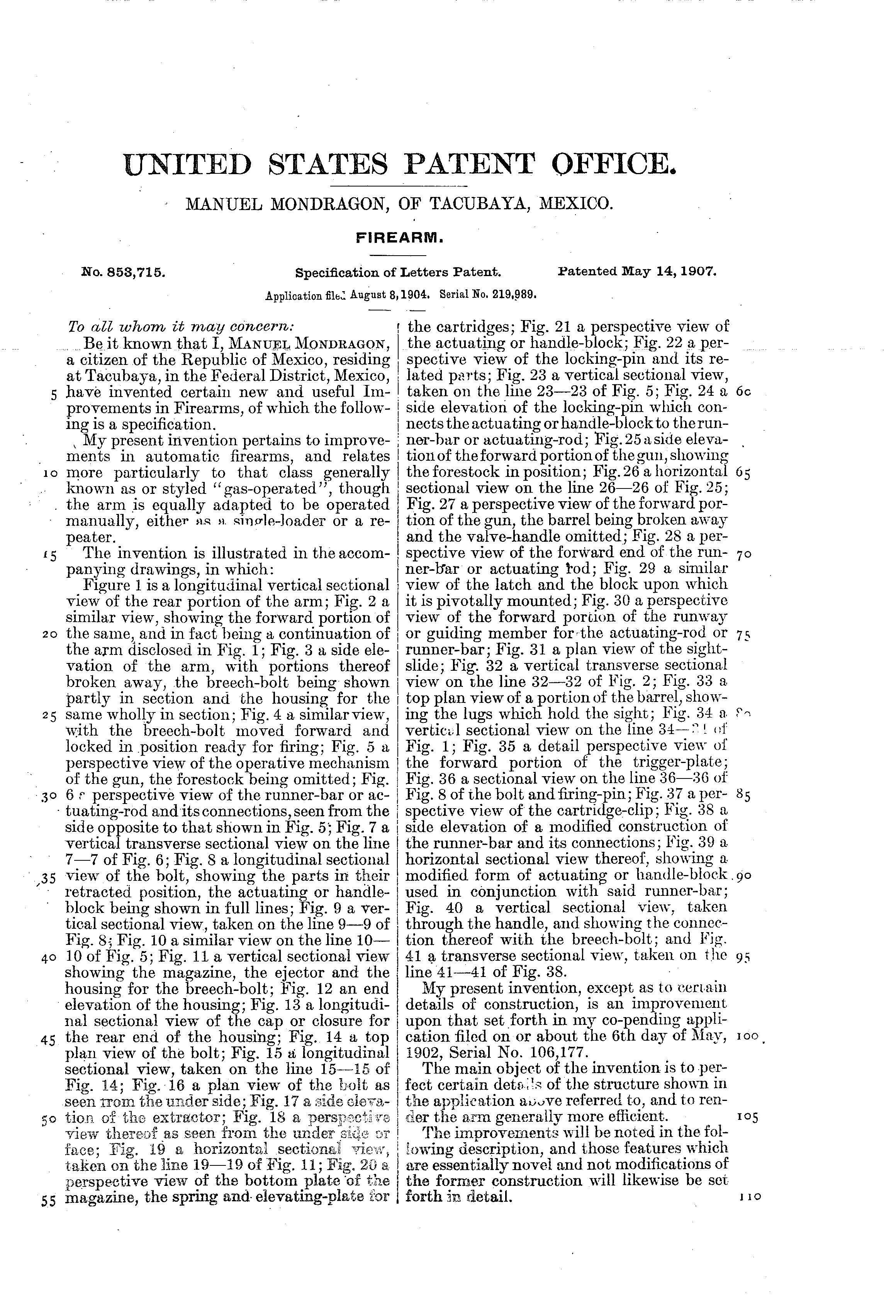
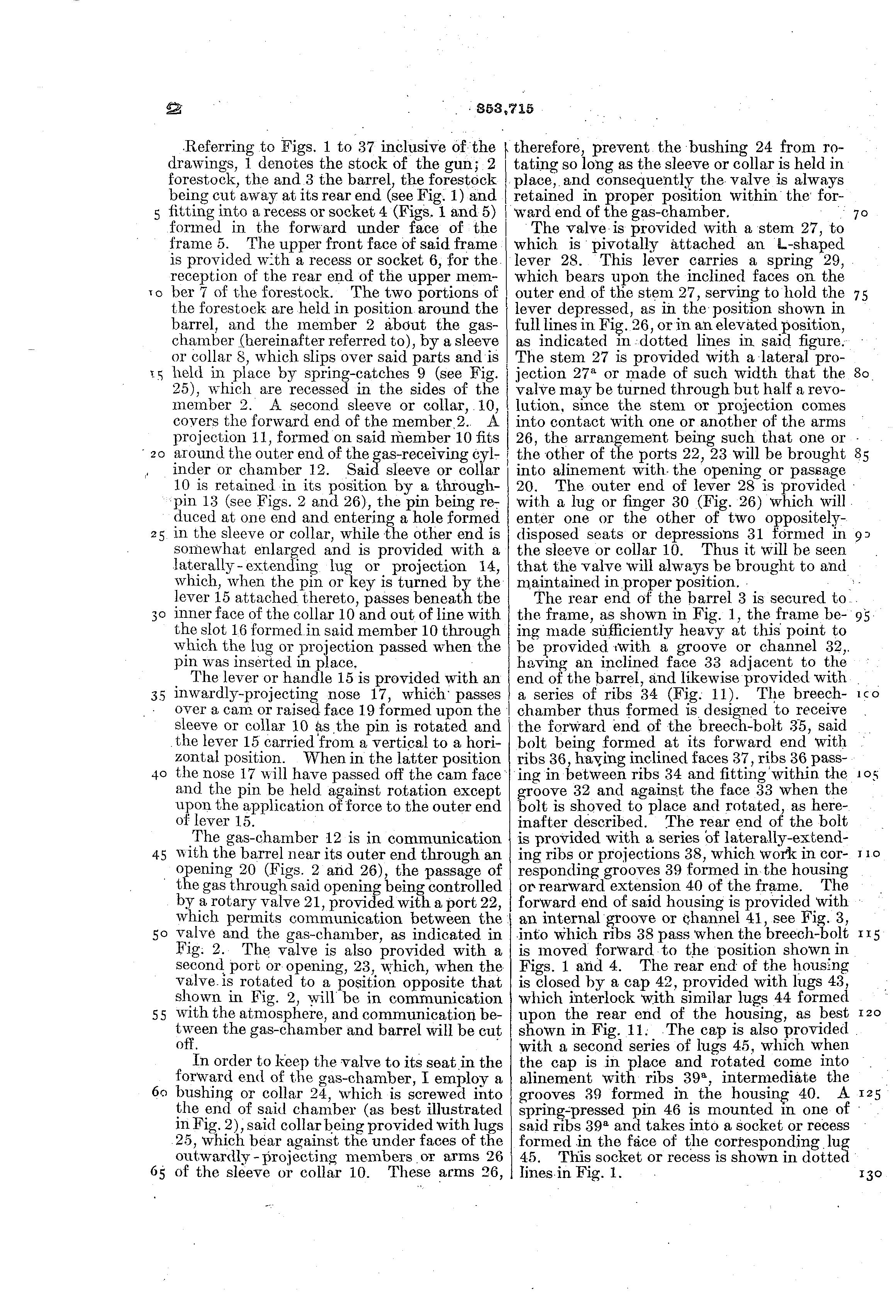
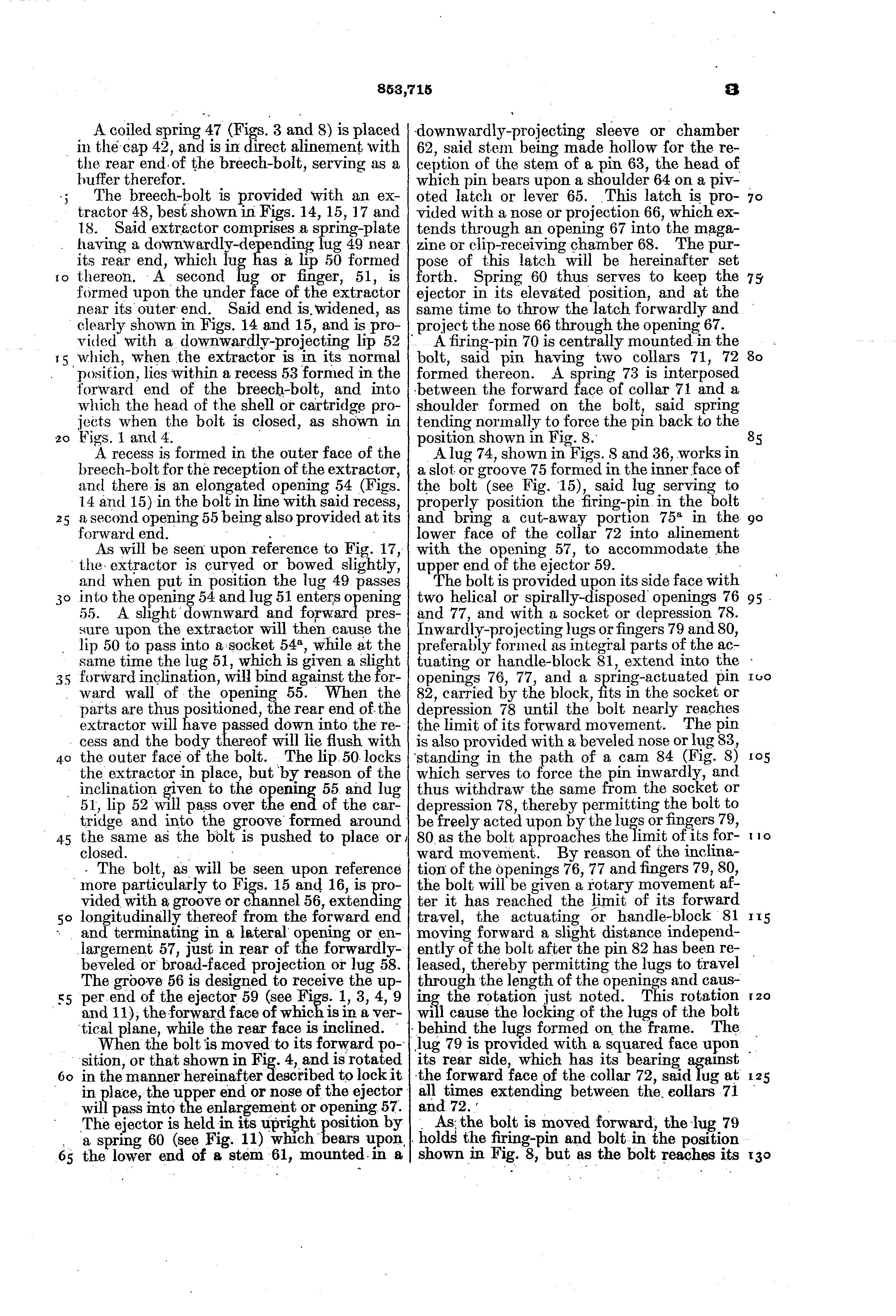
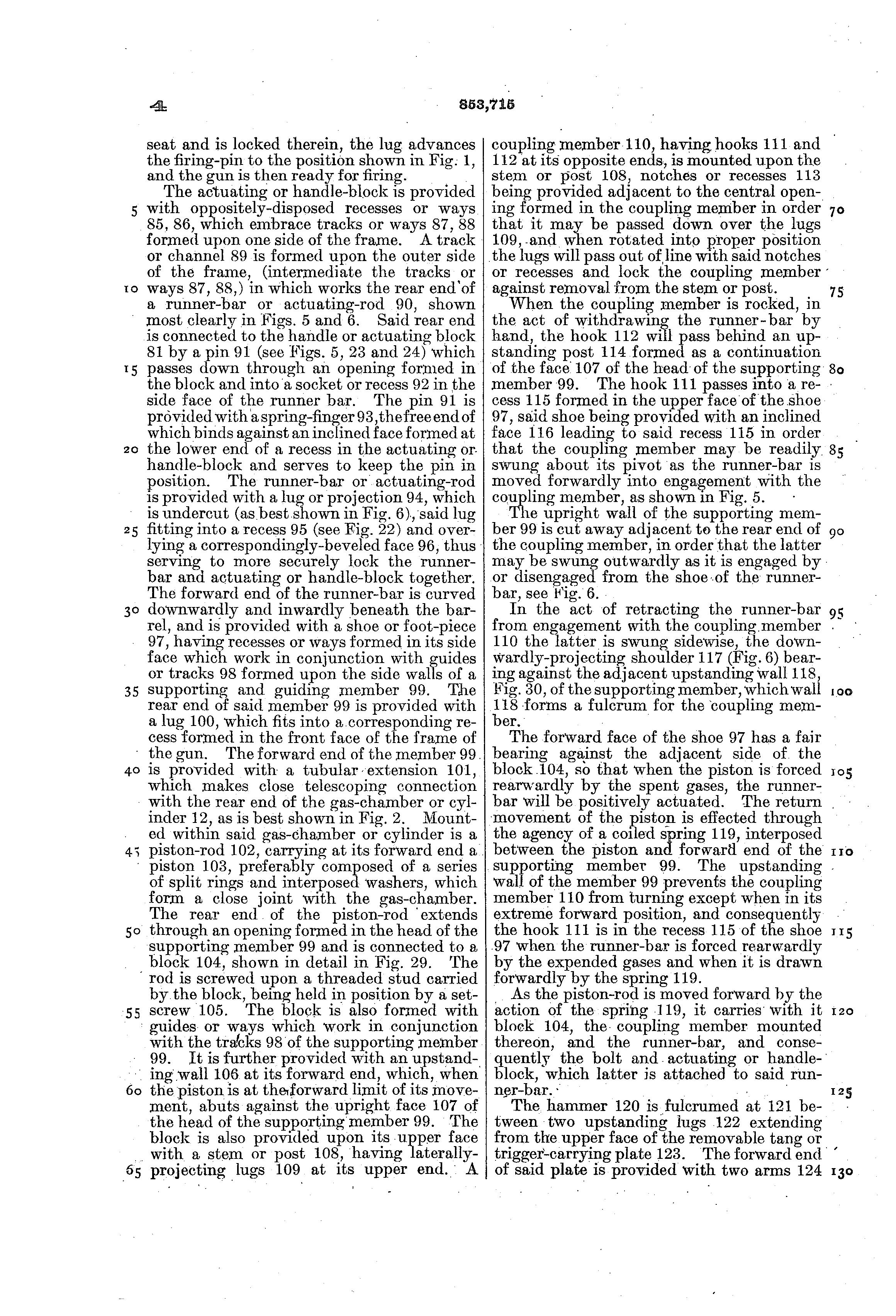
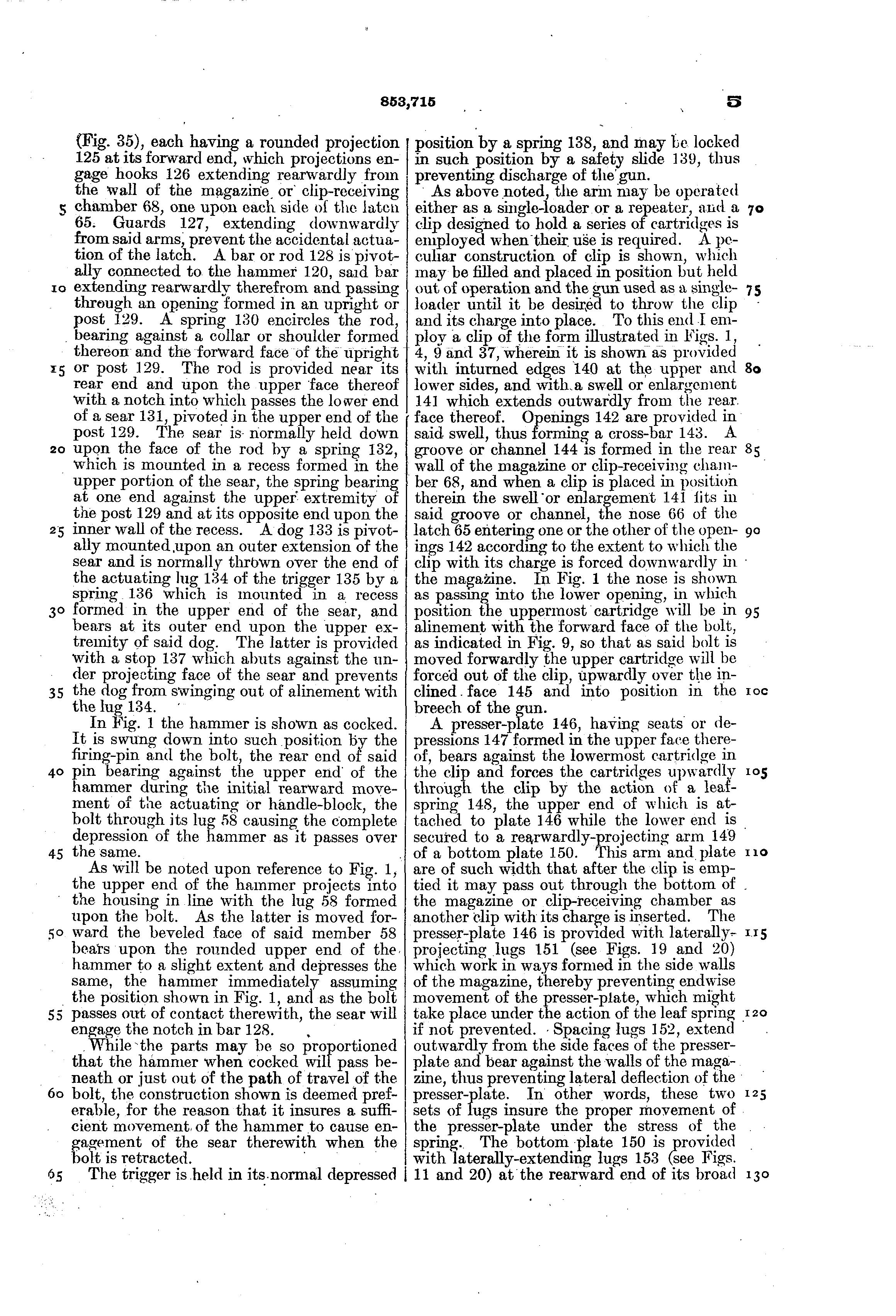
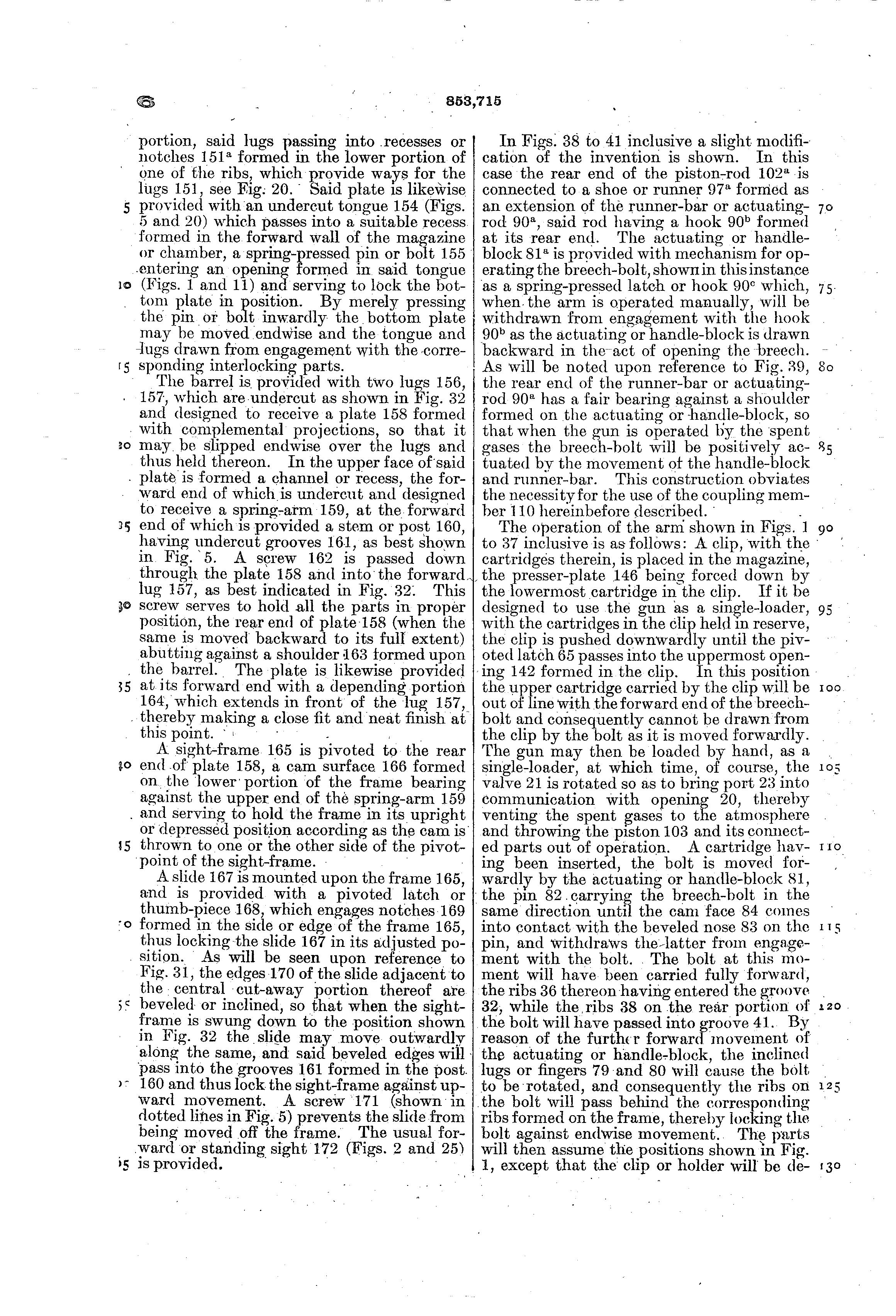
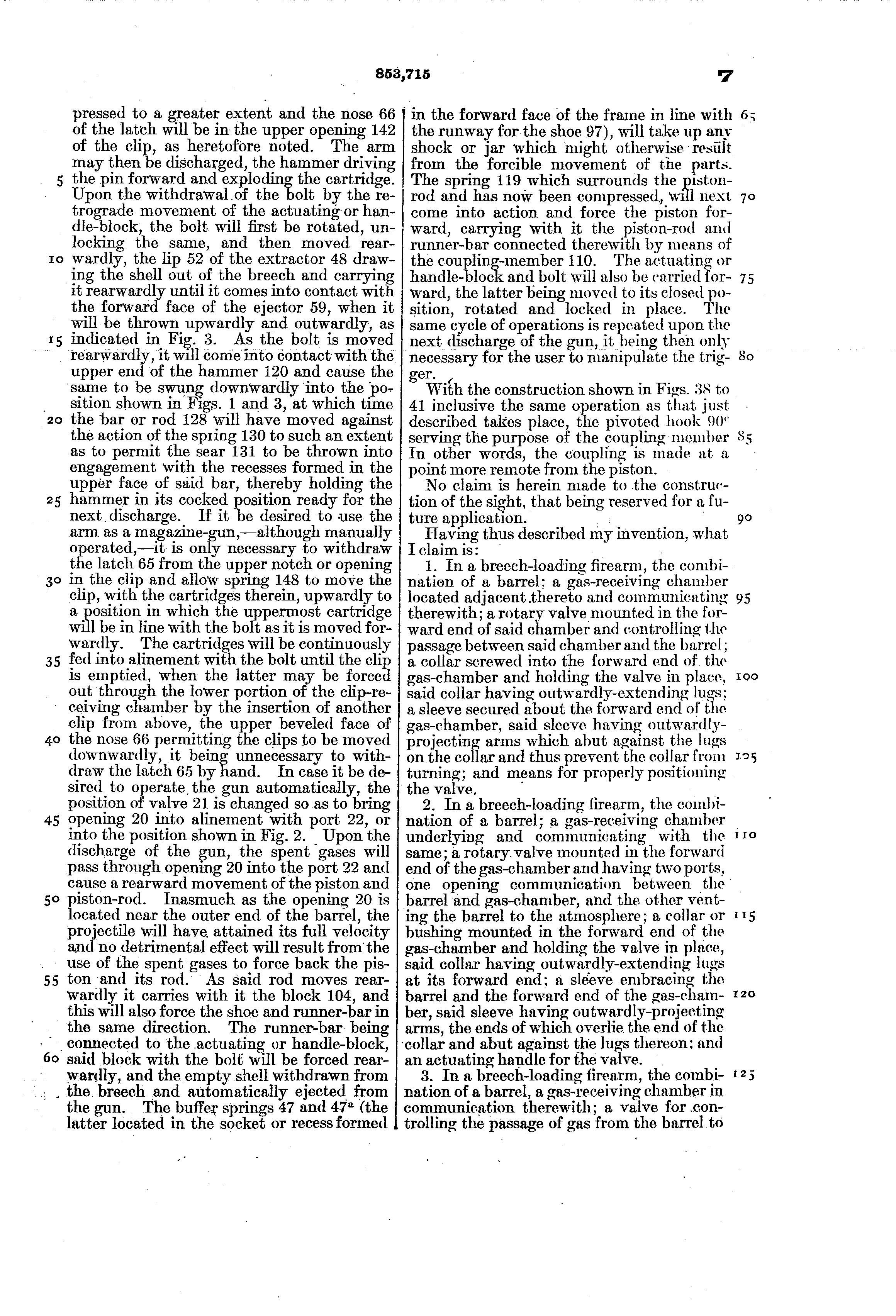
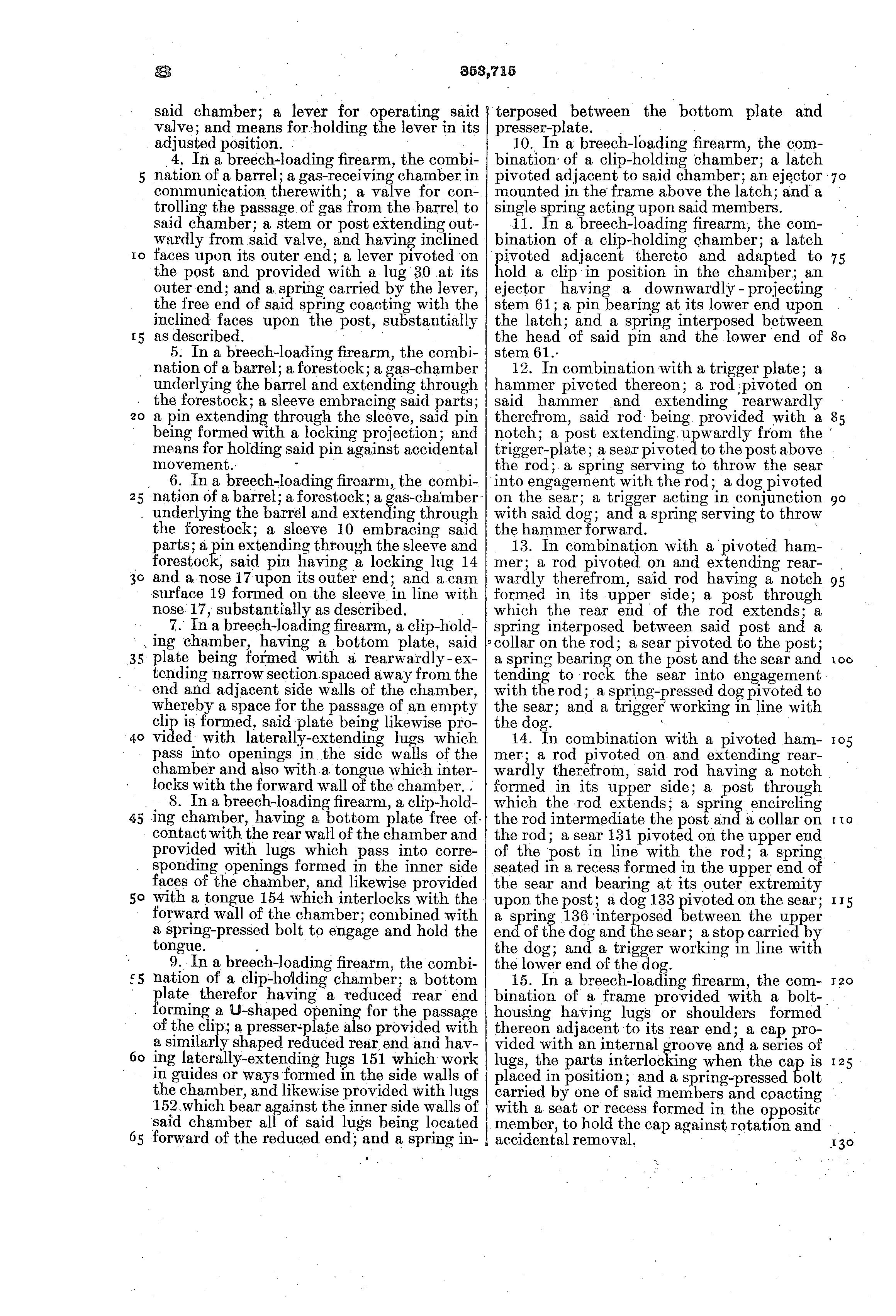
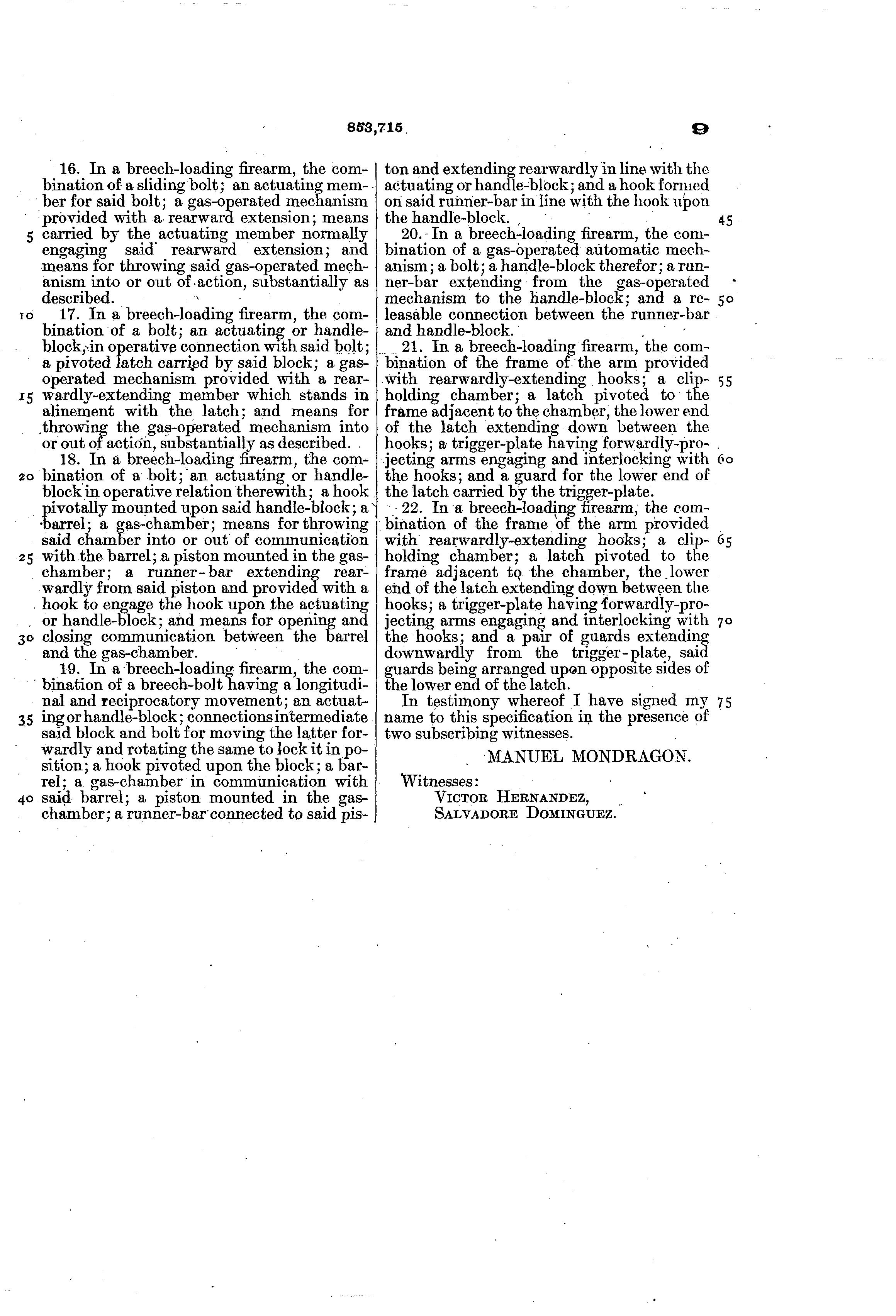